# Havermoutkoekje

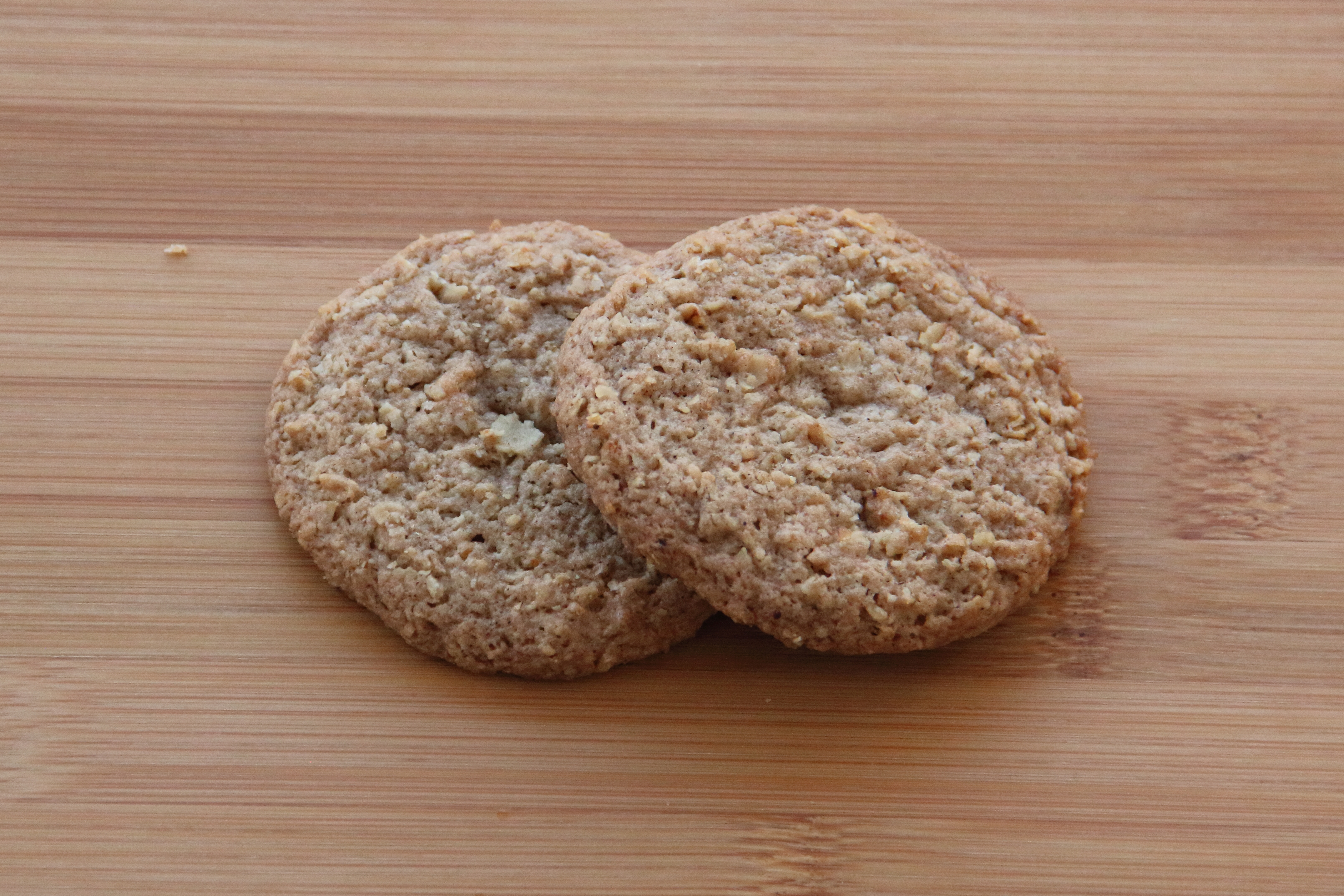
Havermoutkoekjes

Een havermoutkoekje is een koekje, waarbij een deel van het meel is vervangen door havermout. Hierdoor krijgt het koekje een karakteristieke haversmaak. De ingrediënten van havermoutkoekjes zijn: havermout, zelfrijzend bakmeel, boter, ei, (vanille)suiker. 
Tijdens het bakken van de koekjes zakken de koekjes doorgaans uit, waardoor ze moeilijk in een vorm te maken zijn. De gebruikelijke vorm is daarom plat en rond, welke vorm verkregen wordt door een bolletje koekdeeg enigszins plat te drukken op de bakplaat.